# Nguyễn Sơn Bình
Nguyễn Sơn Bình là một giáo sư, tiến sĩ người Mỹ gốc Việt, chuyên ngành thiết kế vật liệu mềm dành cho ứng dụng hóa học trong xúc tác, y học và khoa học vật liệu. Ông hiện làm việc tại Khoa học hóa Đại học Northwestern. Ông là một trong bốn nhà khoa học gốc Việt có tên trong danh sách những người ảnh hưởng nhất thế giới do Thomson Reuters công bố năm 2015.

## Tiểu sử
Nguyễn Sơn Bình nhận bằng cử nhân hóa học tại Đại học PennState (Mỹ) và bằng thạc sĩ tại Viện Công nghệ California. Trong thời gian dài, ông nghiên cứu sau tiến sĩ tại Viện nghiên cứu Scripps theo chương trình Quỹ Khoa học quốc gia Mỹ (NSF). Hiện tại, ông là giảng viên hóa học tại Đại học Northwestern, Hoa Kỳ.